# Rockport (Washington)
Rockport je obec v okrese Skagit v americkém státě Washington, kde patří do metropolitní oblasti Mount Vernon-Anacortes. Roku 2010 měla 109 obyvatel, z nichž 96 % tvořili běloši a 1 % původní obyvatelé. 2 % obyvatelstva byla hispánského původu. Obec má rozlohu 1 km², z čehož vše je souš.